# Guillermo Vásquez
Luis Guillermo Ernesto Vásquez Úbeda (Santiago de Chile, 29 de noviembre de 1942), es un abogado y político chileno del Partido Radical Social Demócrata que desempeñó el cargo de Senador en reemplazo del destituido Jorge Lavandero.

## Estudios
Entre los años 1948 y 1952 realizó sus estudios primarios y secundarios. La enseñanza superior en la Escuela de Derecho de la Universidad de Chile, en Santiago, entre 1960 y 1964, recibiendo el título de Abogado en 1968. Entre 1972 y 1973, realizó un curso de perfeccionamiento docente sobre "clase activa y de investigación empírica". En 1975 obtuvo su candidatura a magíster en Derecho Económico Internacional y Derecho de la Integración.

## Carrera política
Comenzó sus actividades políticas en 1985 al integrarse al PR, en el que militó hasta 1994, fecha en que este último se fusionó con la SDCH, conformándose en PRSD. Ha ocupado varios cargos dentro de ambos partidos en los que militó; integrante de la Directiva Central entre 1988 y 1989, entre 1989 y 1991 como subsecretario general, entre 1991 y 1993 integró la comisión política, y entre 1997 y 2001 fue Presidente del Tribunal Supremo del partido.
En el año 2001, se presentó como candidato a Senador por la IX Región de La Araucanía Sur, en representación del Partido Radical Social Demócrata, pero no resultó elegido. Sin embargo, de acuerdo a la ley anterior, el 30 de agosto de 2005 juró como senador en reemplazo de Jorge Lavandero, quien perdió su escaño senatorial por cuestiones judiciales. Durante su gestión, presidió la Comisión Permanente de Economía e integró las comisiones permanentes de Agricultura, y Revisora de Cuentas; y la Comisión Especial Mixta de Presupuestos. 
En 2009 fue intervenido quirúrgicamente tras un aneurisma cerebral. Ese mismo año después de defender el cupo del partido al cual representaba en el Senado, decidió no repostular al cargo por el cual se le había designado cuatro años antes, y por tanto dejó el Senado el 11 de marzo de 2010.

## Historia Electoral

### Elecciones parlamentarias de 2001
- Elecciones parlamentarias de 2001 a Senador por la Circunscripción 15, (Araucanía Sur)[6]

| Candidato                | Pacto                          | Partido | Votos  | %     | Resultado |
| ------------------------ | ------------------------------ | ------- | ------ | ----- | --------- |
| Jorge Lavandero Illanes  | Concertación por la Democracia | PDC     | 81.022 | 35,36 | Senador   |
| José García Ruminot      | Alianza por Chile              | RN      | 79.009 | 34,48 | Senador   |
| Eduardo Díaz Herrera     | Alianza por Chile              | UDI     | 53.996 | 23,56 |           |
| Guillermo Vásquez Úbeda  | Concertación por la Democracia | PRSD    | 9.557  | 4,17  |           |
| Antonio Inostrozo Segura | Partido Comunista              | PC      | 5.553  | 2,42  |           |